# Jüdischer Friedhof (Bacharach)

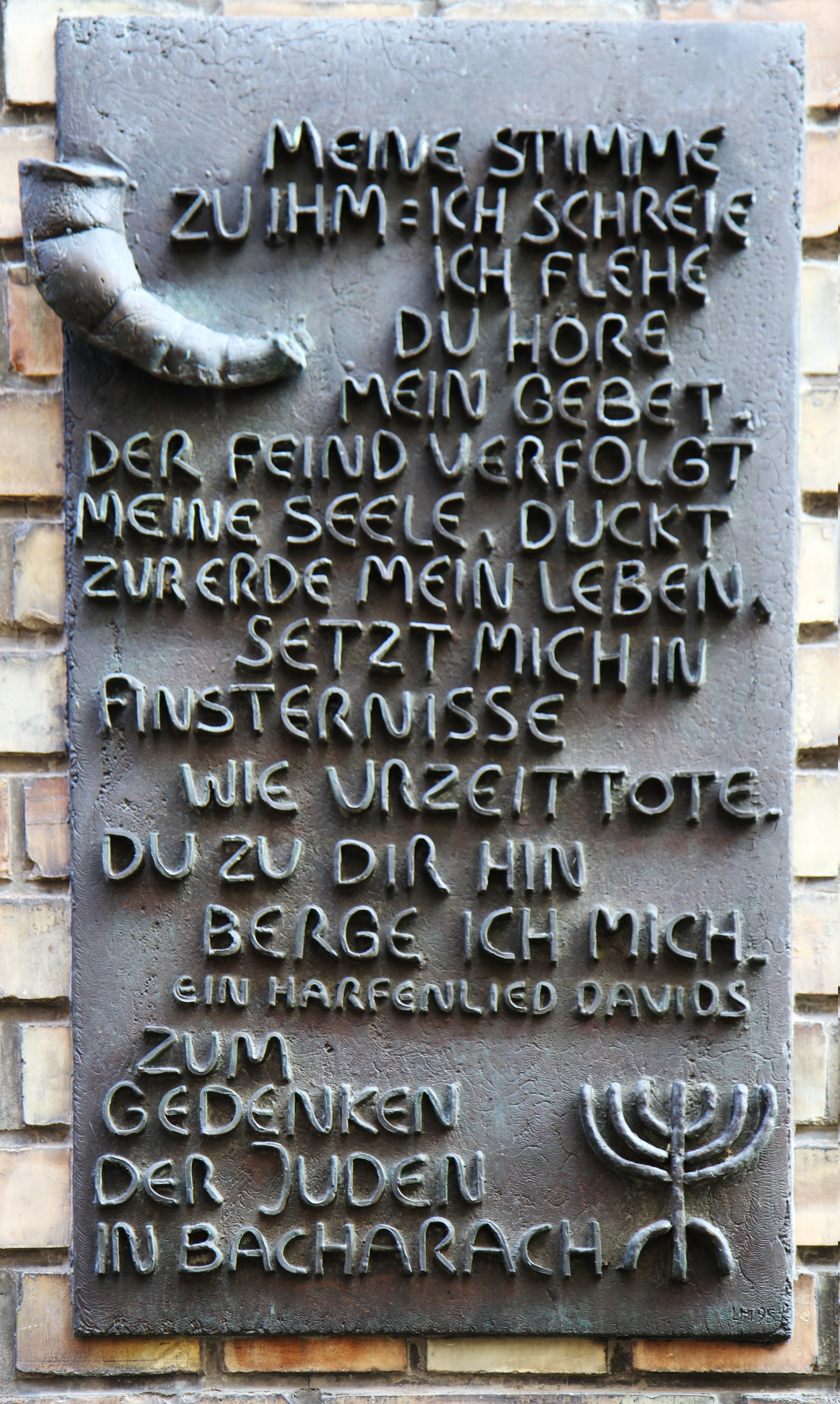
Zum Gedenken an die Opfer des Holocaust: ein Harfenlied Davids, Psalm 143

Der Jüdische Friedhof Bacharach liegt in der Gemarkung Oberdiebach am Südrand Bacharachs, einer im Landkreis Mainz-Bingen gelegenen Stadt in Rheinland-Pfalz. Der Friedhof wurde am Ende der 1920er-Jahre in Verbindung mit dem allgemeinen städtischen Friedhof angelegt.

## Geschichte
Zu einem wahrscheinlich bereits zur mittelalterlichen Zeit angelegten jüdischen Friedhof gibt es derzeit keine Belege. Der jetzt noch vorhandene Judenfriedhof der Neuzeit – der Name des dortigen Distrikts „Am alten Kloster“ hat seinen Ursprung in einem um 1287/88 errichteten Kloster der Wilhelmiten – entstand nach einem Gesuch der israelitischen Gemeinde Bacharachs mit der Bitte, zur Bereitstellung eines städtischen Grundstücks, das die Gemeinde als Friedhof nutzen könne. Dem Gesuch wurde entsprochen, sodass 1926–1928 die Doppelanlage eines Friedhofs eingerichtet wurde.
Der separat angelegte jüdische Friedhof liegt oberhalb des städtischen Friedhofgeländes am südlichen Ortsrand Bacharachs. Der Zugang ist daher über den kommunalen Friedhof oberhalb der Bundesstraße 9. Zu der an einem oberen Hangstück gelegenen Begräbnisstätte der Juden führt ein schmaler Waldweg, der im letzten Stück in einen Treppenaufgang übergeht. Der sehr kleine Bestattungsplatz liegt eingezäunt in einem lichten Waldstück.

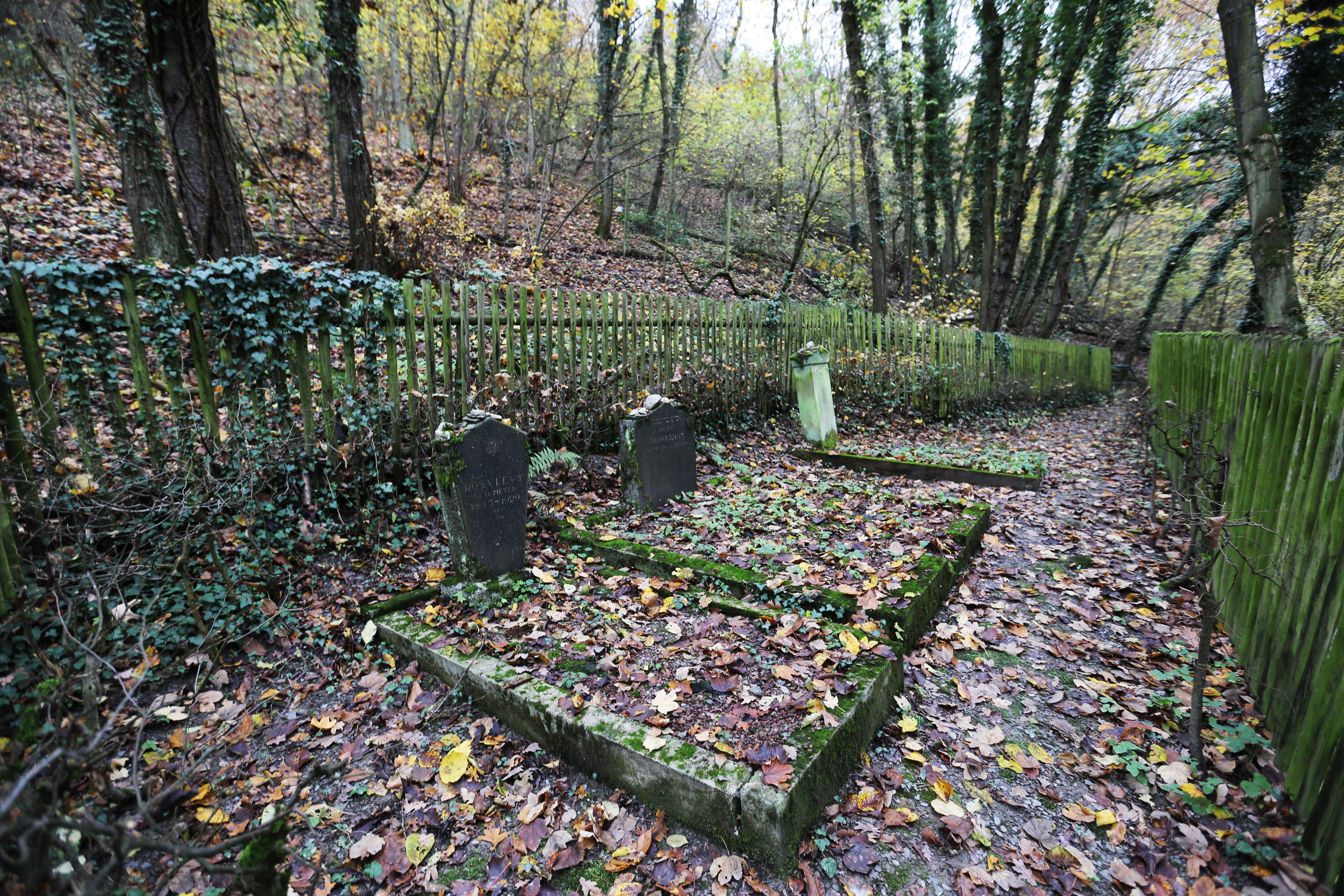
Grablagen
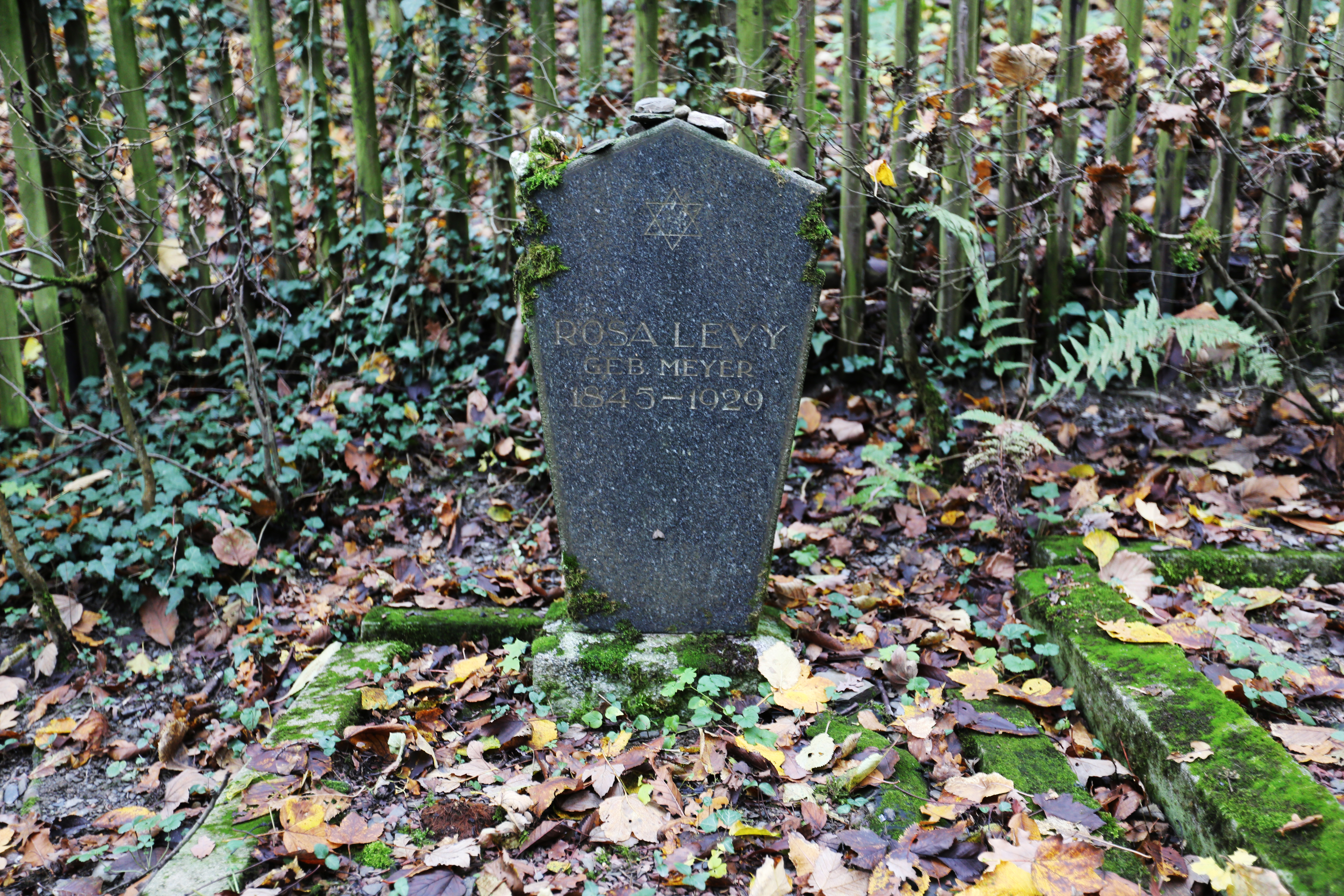
Rosa Levy geb. Meyer
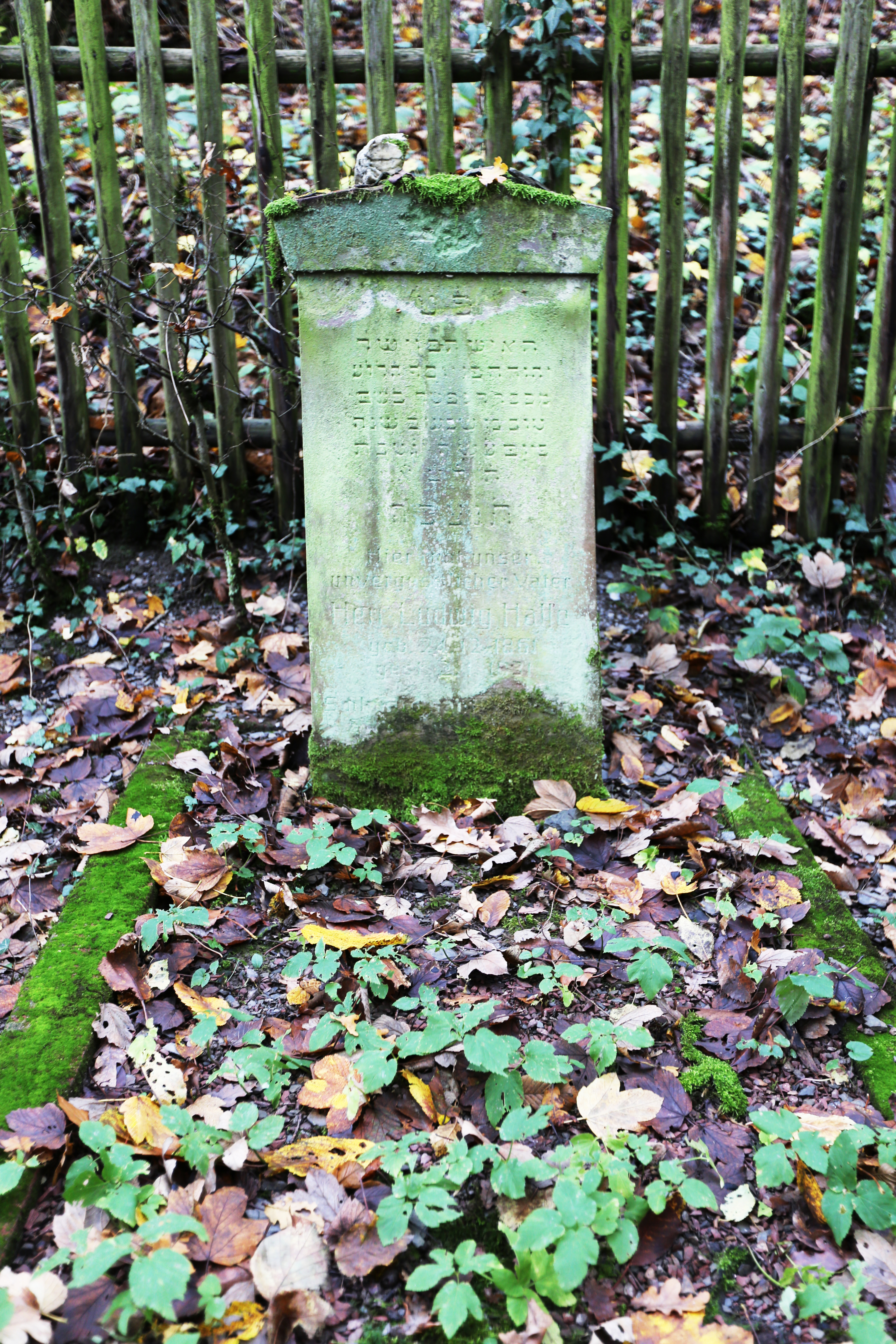
Ludwig Halle
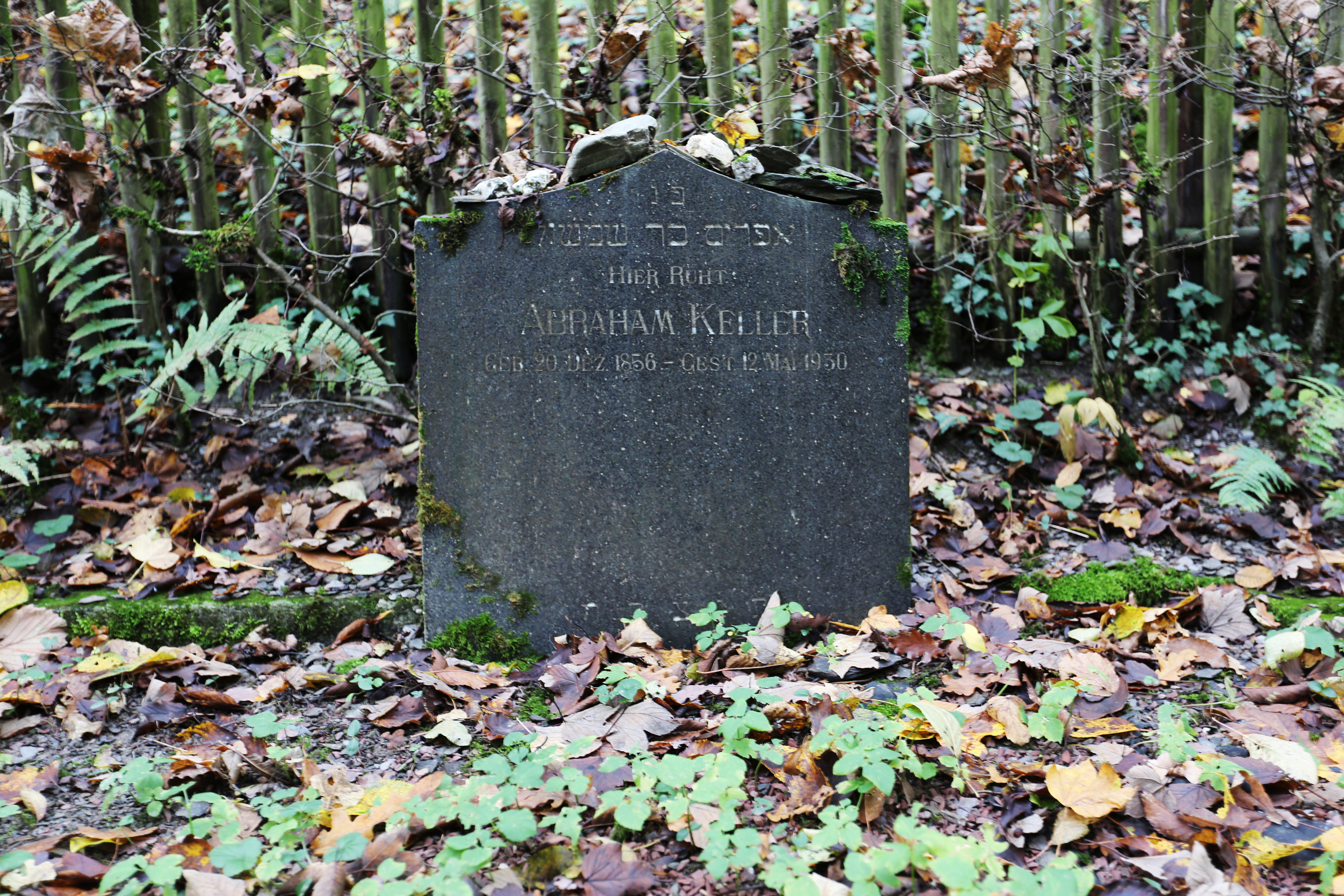
Ephraim bar Simson, war der Jüdische Name Abraham Kellers

Es sind – von den erhaltenen Grabsteinen zu schließen – nur drei Beisetzungen vorgenommen worden. Die erhaltenen teilweise zweisprachigen Steinsetzungen sind nach Osten ausgerichtet und führen die Namen von drei Personen an.  
- Abraham Keller, 20. Dez. 1856 – 12. Mai 1930
- Rosa Levy geb. Meyer, 1845 – 1929
- Ludwig Halle, Dez 1861 – 1931